# Tvrdé palice
Tvrdé palice (txec) literalment en català «els amants obstinats» op. 17, és una òpera en un acte composta el 1874 per Antonín Dvořák sobre un llibret en txec de Josef Štolba. Es va estrenar el 2 d'octubre de 1881 al Nou Teatre Txec de Praga, dirigida per Mořic Stanislav Anger.